# 如何に狂風
如何に狂風(いかにきょうふう)とは日清戦争、威海衛の夜襲を歌った軍歌である。作詞：佐戦児(読売新聞に歌詞を投稿した軍人のペンネーム)作曲：田中穂積。

## 歌詞
一、

如何に狂風吹きまくも

如何に怒涛は逆まくも

たとえ敵艦多くとも

何恐れんや義勇の士

大和魂（やまとだましい）充ち満つる

我等の眼中難事なし

二、

維新以降（このかた）訓練の

技倆（ぎりょう）試さん時ぞ来ぬ

我が帝国の艦隊は

栄辱生死（えいじょくせいし）の波分けて

渤海（ぼっかい）湾内乗り入れて

撃ち滅ぼさん敵の艦（ふね）

三、

空飛び翔ける砲丸に

水より躍る水雷に

敵の艦隊見る中（うち）に

皆々砕かれ粉微塵（みじん）

艫（とも）より舳（へ）より沈みつつ

広き海原影もなし

四、

早くも空は雲晴れて

四方（よも）の眺望（ながめ）浪ばかり

余りに脆（もろ）き敵の艦

此の戦いはもの足らず

大和魂充ち満つる

我等の眼中難事なし